# Jenő Knézy
Jenő Knézy (n. 19 august 1944, Oradea – d. 17 iunie 2003, Budapesta) a fost un jurnalist și reporter sportiv maghiar.

## Studii
A trăit la Kiskunhalas, iar diploma de bacalaureat a obținut-o la Budapesta. Între 1961 și 1962 a fost membru al naționalei de juniori de baschet al Republicii Populare Ungare. Între 1962 și 1964 a lucrat la Institutul Central de Cercetare al Industriei Alimentare din Ungariei. Între 1964 și 1969 a urmat studii de inginerie mecanică agrară la Universitatea de Studii Agricole din Gödöllő.

## Carieră
Numele său este legat în principal de fotbal, handbal, baschet și polo pe apă, însă a comentat între altele și hochei, înot, sau chiar și Formula 1. Între 1974 și 2002 a fost prezent la toate campionatele mondiale de fotbal, de trei ori comentând chiar și finala (1990, 1998, 2002). De la 1976 a transmis în mod regulat și Campionatele Europene. 

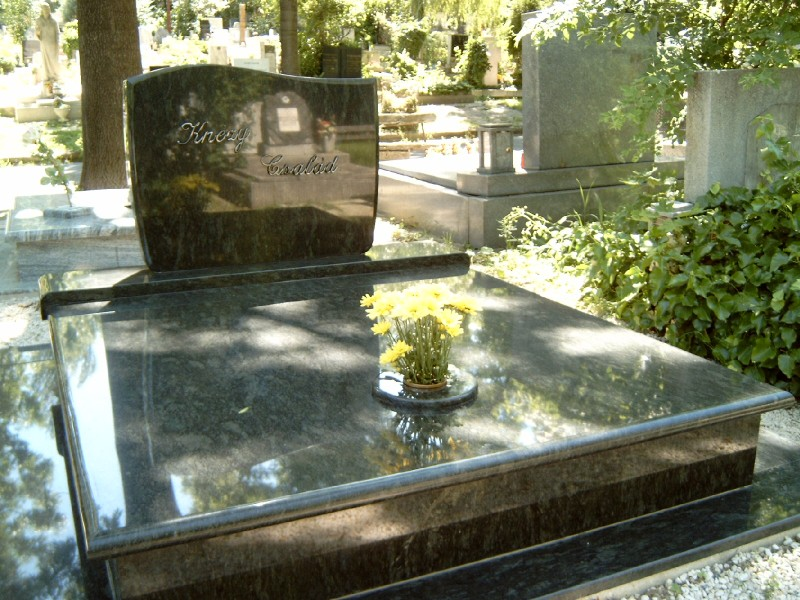
Mormântul lui Knézy Jenő la Budapesta. Cimitirul Farkasréti: 8/3-1-131/132.

## Distincții
La propunerea primului ministru al Ungariei, șeful statului i-a acordat Ordinul de Merit al Republicii Ungare cu Crucea de Ofițer. Distincția i-a fost înmânată de ministrul sportului, Ferenc Gyurcsány.

## Decesul
Reporterul de 58 de ani a fost diagnosticat cu cancer de stomac în aprilie 2003. A decedat la 17 iunie 2003, la două luni după diagnosticare.